# Zu (Band)

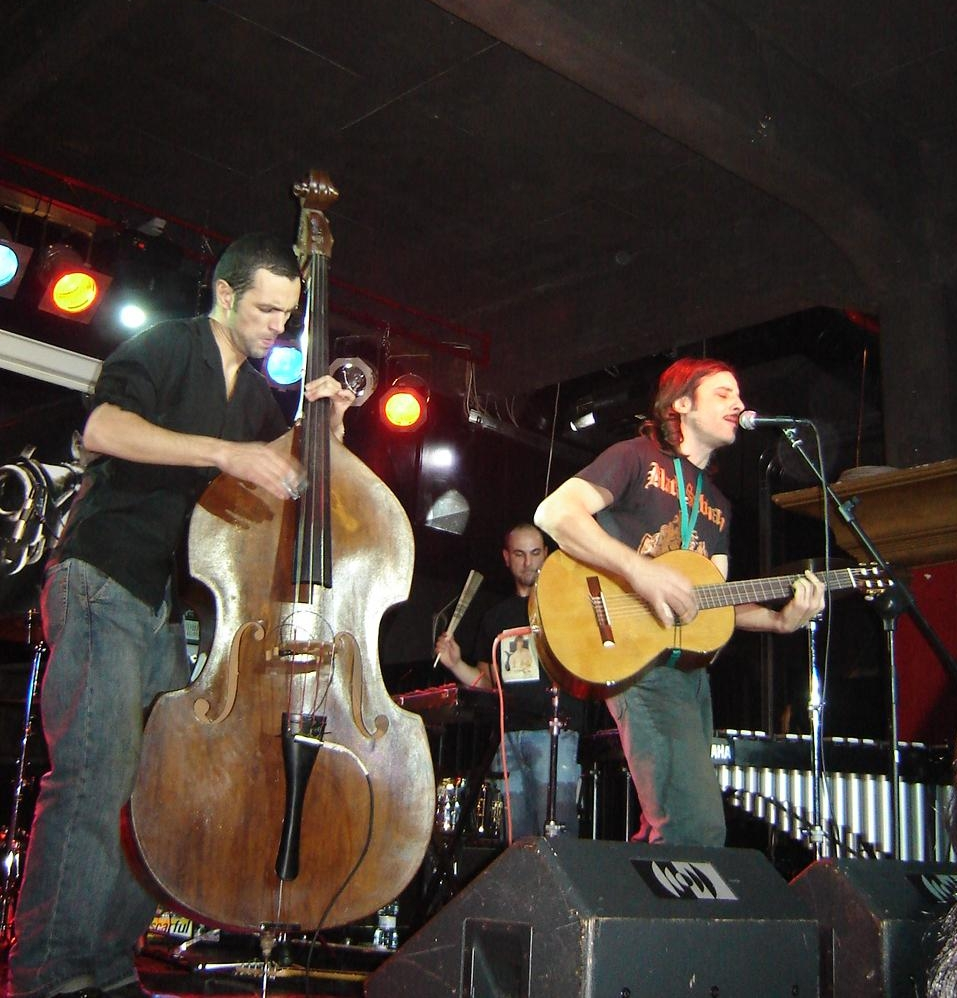
Zu

Zu ist ein italienisches Instrumentaltrio aus Rom. Die Band, die seit 1999 besteht, wird stilistisch dem Jazzcore, Math-Rock und Noise-Rock zugeordnet. Die Bandmitglieder sind: Luca Mai (Baritonsaxophon), Massimo Pupillo (Bass) und Jacopo Battaglia (Schlagzeug). Die Band brachte am 10. Februar 2009 ihr 15. Album heraus und hat seit ihrem Bestehen weltweit über 1000 Konzerte gegeben.
Zu hat mit einer Reihe von Künstlern zusammengearbeitet, darunter Eugene Chadbourne (Gitarre bei The Zu Side of the Chadbourne und Motorhellington), Mats Gustafsson (Saxophon bei How to Raise an Ox), Nobukazu Takemura (bei Identification with the Enemy – A Key to the Underworld), Mike Patton (Stimme und einige Live-Auftritte) und Ken Vandermark (Saxofon auf Igneo).

## Diskografie
- Bromio (Wide/Souther, 1999)
- The Zu Side of the Chadbourne (Felmay, 2000)
- Motorhellington (2001)
- Igneo (Red Note/Amanita/Wide/Wallace, 2002)
- Live in Helsinki (2003)
- Radiale (Atavistic, 2004)
- The Way of the Animal Powers (Xeng, 2005)
- How to Raise an Ox featuring Mats Gustafsson (Atavistic/Touch and Go, 2005)
- Spiritual Healing (Zu vs. Dälek) (feat. Økapi) (Wallace, 2005)
- Rai Sanawachi Koe Wo Hassu (Macaroni, 2006)
- Zu/Iceburn (split) (2006)
- Identification with the Enemy: A Key to the Underworld (Atavistic, 2007)
- Zu/Teatro Degli Orrori (split 10") (2007)
- Zu/Xabier Iriondo/Damo Suzuki (10", 2008)
- Carboniferous mit Mike Patton (Stimme) und The Melvins (Ipecac Recordings, 2009)[2]